# Elmeri Laalo
Elmeri Laalo (2001) è un giocatore di football americano finlandese che gioca come defensive back per i Vienna Vikings.
Ha iniziato a giocare negli Helsinki Wolverines, per poi trasferirsi in ELF agli austriaci Vienna Vikings.